# Getreidekasten beim Noll

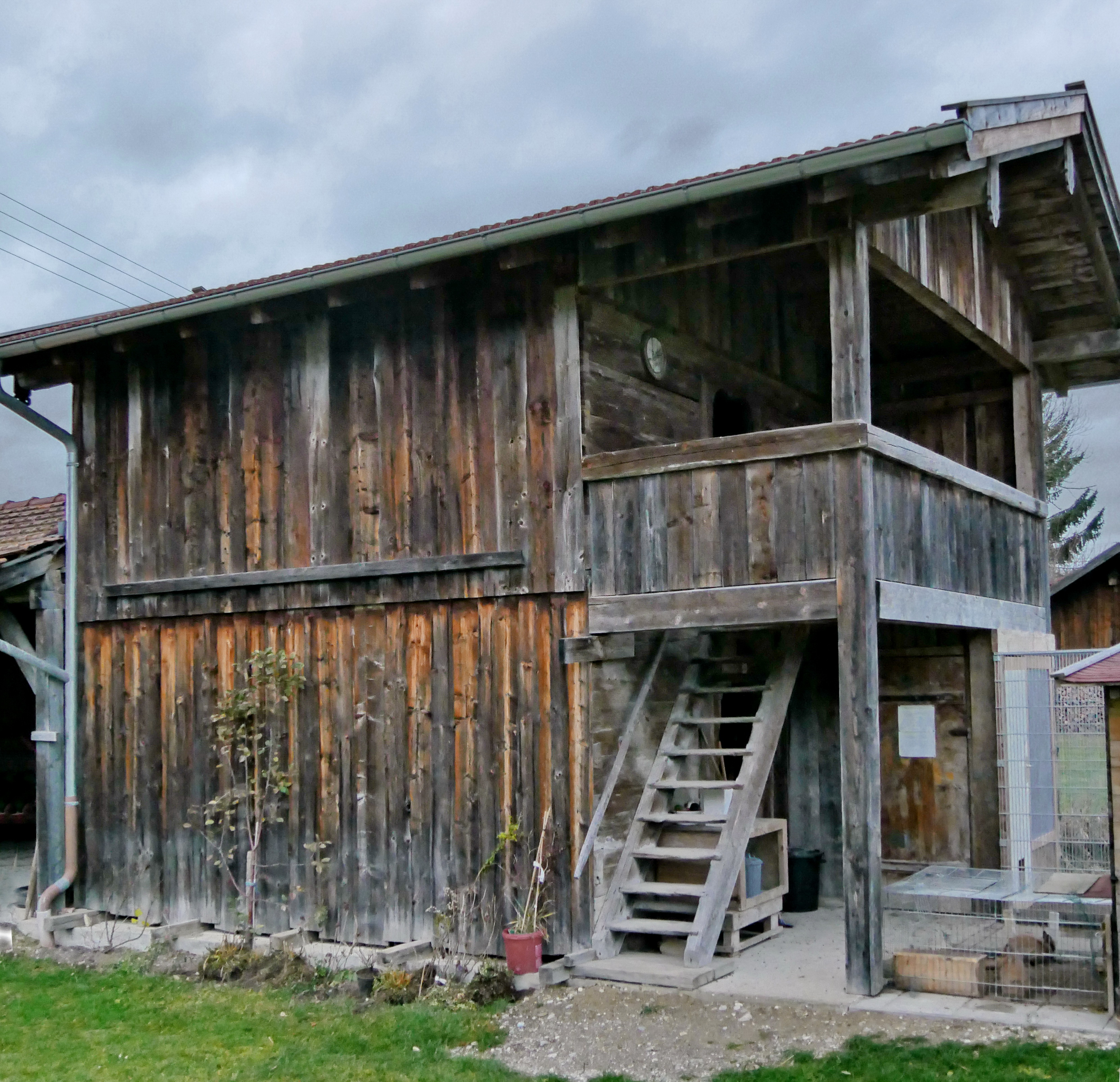
Getreidekasten in Steingädele

Der Getreidekasten beim Noll ist ein Getreidekasten in Steingädele, einem Gemeindeteil von Steingaden im oberbayrischen Landkreis Weilheim-Schongau. Er wurde Ende des 16. Jahrhunderts errichtet. Der ehemalige Getreidespeicher, zugehörig zum Bauernhaus Beim Noll, ist ein geschütztes Baudenkmal.
Das zweigeschossige Gebäude ist am Deckenbalken mit der Jahreszahl 1594 bezeichnet. Im Jahr 1849 wurde der Getreidekasten im Erdgeschoss verändert.
Heute ist er Teil eines lang gestreckten Stallstadels.